# Bitcoin Magazine
Bitcoin Magazine — один из первых новостных печатных журналов, освещающих Биткойн и цифровые валюты. Журнал Bitcoin Magazine начал выходить в 2012 году. Его соучредителями выступили Виталик Бутерин, Михай Алиси, Мэтью Н. Райт, Владимир Марченко и Висенте С. В настоящее время изданием владеет и управляет компания BTC Inc, расположенная в Нэшвилле, штат Теннесси.

## История
Виталик Бутерин заинтересовался Биткойном в 2011 году и вместе с Михаем Алиси, который предложил ему присоединиться, стал соучредителем периодического издания Bitcoin Magazine. Алиси в то время жил в Румынии, а Бутерин вел свой блог. Блог Бутерина привлек внимание Алиси, и они решили вместе основать журнал. Бутерин взял на себя роль главного писателя и занимался журналом в свободное от учебы в университете время.
В 2012 году начала выпускаться печатная версия журнала Bitcoin Magazine в Южной Корее, которая была признана первым серьезным изданием, посвященным криптовалютам. Бутерин отметил, что писал для издания по 10-20 часов в неделю.
В начале 2015 года журнал Bitcoin Magazine был продан его нынешним владельцам, BTC Inc.
Физическая копия журнала Bitcoin Magazine за 2014 год была выставлена в Смитсоновском музее в качестве экспоната выставки «Ценность денег».
В сентябре 2021 года Bitcoin Magazine объявил об открытии своего восточноевропейского представительства в Киеве.
В декабре 2021 года квотербек New England Patriots Мак Джонс заключил партнерское соглашение с журналом Bitcoin Magazine, подарив подписку на Bitcoin и Bitcoin Magazine своей линии атаки.

## Конференция Bitcoin
Журнал Bitcoin Magazine проводит ежегодные конференции по биткойну, начиная с 2019 года. В июне 2021 года журнал Bitcoin Magazine провел Bitcoin 2021 в отеле Mana Wynwood в Майами, Флорида. Участников было около 12 000. В заранее записанной речи президент Сальвадора Найиб Букеле объявил о своих планах принять Биткойн в качестве законного платежного средства в этой центральноамериканской стране.